# Charles Dinsmore
Pour les articles homonymes, voir Dinsmore.
Charles A. « Dinny » Dinsmore, dit « Chuck », (né le 23 juillet 1903 à Toronto, province de l'Ontario au Canada - mort le 5 décembre 1982) était un joueur de hockey sur glace professionnel canadien. Il évoluait au poste de centre.

## Carrière de joueur
En 1924, il commence sa carrière professionnelle avec les Maroons de Montréal dans la Ligue nationale de hockey. Il remporte la Coupe Stanley en 1925-1926. En 1930, il met un terme à sa carrière.

## Carrière d'entraîneur
Il a dirigé l'Université Concordia.

## Statistiques
Pour les significations des abréviations, voir Statistiques du hockey sur glace.
| Saison     | Équipe              | Ligue      |     | Saison régulière | Saison régulière | Saison régulière | Saison régulière | Saison régulière |   | Séries éliminatoires | Séries éliminatoires | Séries éliminatoires | Séries éliminatoires | Séries éliminatoires |
| Saison     | Équipe              | Ligue      | PJ  | B                | A                | Pts              | Pun              | PJ               | B | A                    | Pts                  | Pun                  |                      |                      |
| 1924-1925  | Maroons de Montréal | LNH        | 30  | 2                | 1                | 3                | 26               | -                | - | -                    | -                    | -                    |                      |                      |
| 1925-1926  | Maroons de Montréal | LNH        | 33  | 3                | 1                | 4                | 18               | -                | - | -                    | -                    | -                    |                      |                      |
| 1926-1927  | Maroons de Montréal | LNH        | 28  | 1                | 0                | 1                | 6                | -                | - | -                    | -                    | -                    |                      |                      |
| 1929-1930  | Maroons de Montréal | LNH        | 9   | 0                | 0                | 0                | 0                | 4                | 0 | 0                    | 0                    | 0                    |                      |                      |
| Totaux LNH | Totaux LNH          | Totaux LNH | 100 | 6                | 2                | 8                | 50               | 4                | 0 | 0                    | 0                    | 0                    |                      |                      |